# (19504) Vladalekseev
(19504) Vladalekseev est un astéroïde de la ceinture principale.

## Description
(19504) Vladalekseev est un astéroïde de la ceinture principale. Il fut découvert le 1er juin 1998 à La Silla par Eric Walter Elst. Il présente une orbite caractérisée par un demi-grand axe de 2,99 UA, une excentricité de 0,05 et une inclinaison de 11,0° par rapport à l'écliptique.

## Compléments